# Gideon Jung
Gideon Jung (ur. 12 września 1994 w Düsseldorfie) – niemiecki piłkarz pochodzenia ghańskiego grający na pozycji pomocnika. Od 2021 roku zawodnik klubu Greuther Fürth.

## Życiorys
W trakcie czasów juniorskich trenował w Sportfreunde Baumberg i Rot-Weiß Oberhausen. W 2013 roku dołączył do kadry pierwszego zespołu tego ostatniego. Rok później został piłkarzem Hamburger SV. W trakcie pierwszego sezonu gry w tym klubie występował wyłącznie w drużynie rezerw. W rozgrywkach Bundesligi zadebiutował 14 sierpnia 2015 w przegranym 0:5 meczu przeciwko Bayernowi Monachium.
Wraz z reprezentacją Niemiec do lat 21 wystąpił w 2017 roku na Mistrzostwach Europy rozgrywanych w Polsce, na których Niemcy sięgnęły po mistrzostwo.

## Statystyki kariery
| Klub                   | Sezon     | Liga               | Liga  | Liga | Puchar krajowy | Puchar krajowy | Rozgrywki europejskie | Rozgrywki europejskie | W sumie | W sumie |
| Klub                   | Sezon     | Liga               | Mecze | Gole | Mecze          | Gole           | Mecze                 | Gole                  | Mecze   | Gole    |
| ---------------------- | --------- | ------------------ | ----- | ---- | -------------- | -------------- | --------------------- | --------------------- | ------- | ------- |
| Rot-Weiß Oberhausen II | 2012/2013 | Oberliga Nordrhein | 2     | 0    | –              | –              | –                     | –                     | 2       | 0       |
| Rot-Weiß Oberhausen II | 2013/2014 | Oberliga Nordrhein | 6     | 0    | –              | –              | –                     | –                     | 6       | 0       |
| Rot-Weiß Oberhausen    | 2013/2014 | Regionalliga West  | 22    | 1    | 0              | 0              | –                     | –                     | 22      | 1       |
| Hamburger SV II        | 2014/2015 | Regionalliga Nord  | 23    | 2    | –              | –              | –                     | –                     | 23      | 2       |
| Hamburger SV II        | 2015/2016 | Regionalliga Nord  | 5     | 0    | –              | –              | –                     | –                     | 5       | 0       |
| Hamburger SV II        | 2016/2017 | Regionalliga Nord  | 1     | 0    | –              | –              | –                     | –                     | 1       | 0       |
| Hamburger SV           | 2015/2016 | Bundesliga         | 19    | 0    | 1              | 0              | –                     | –                     | 20      | 0       |
| Hamburger SV           | 2016/2017 | Bundesliga         | 29    | 0    | 4              | 1              | –                     | –                     | 33      | 1       |
| Hamburger SV           | 2017/2018 | Bundesliga         | 3     | 0    | 1              | 0              | –                     | –                     | 4       | 0       |
| W sumie                | W sumie   | W sumie            | 110   | 3    | 6              | 1              |                       |                       | 116     | 4       |